# Twin Town
Twin Town è un film britannico del 1997 diretto da Kevin Allen.
Il titolo era inizialmente Snakes and Ladders, cambiato in Pritty Shitty Citty durante la lavorazione. Venne poi cambiato in Twin Town su decisione del regista Allen, per fare più specifico riferimento alle coppie di gemelli presenti nella storia.

## Trama
Julian e Jeremy Lewis sono fratelli, ma vengono chiamati gemelli perché la madre nel primo parto aveva il pancione molto grande e tutti credevano fossero gemelli. I due hanno una voglia sfrenata di svagarsi, sono ladri di auto, rubano ai ricchi e per qualunque azione ogni volta più forte e pericolosa si aiutano sniffando della colla dalla quale prendono l'energia ma anche quel senso di improprio che li spinge a vivere così.
Fatty Lewis, loro padre, lavora per un ricco cittadino di nome Bryn Cartwright, un uomo coinvolto in affari loschi con talpe nella polizia e che durante le ore piccole si diletta a fare il mafioso. Un giorno Fatty, mentre è su una scala nel magazzino di Bryn, cade per terra e si fa male. I gemelli chiedono un risarcimento per i danni ma Bryn rifiuta dimostrando un completo disinteresse.
Ma i Lewis sono decisi a vendicare il nome del padre. Una sera irrompono in un locale dove la figlia di Bryn, Bonny, sta eseguendo un karaoke e urinano dappertutto costringendo la gente ad andare via.
Bryn si rende più cattivo mai, sfruttando l'aiuto dei fratelli gemelli Walsh, due poliziotti corrotti che vivono anima e corpo per il mafioso, inizia uno scontro, nel quale inizialmente i poliziotti hanno la meglio riuscendo a picchiare i Lewis.
I protagonisti si danno alla pazza gioia, decapitano il piccolo cagnolino di Cartwright, e i Walsh rispondono con le stesse armi ma in modo più violento, mandando a fuoco il ritrovo per cani dei Lewis e facendo esplodere la loro casa con una bombola del gas, nell'esplosione muore l'intera famiglia. I Lewis infine uccidono Bryn come ultima ritorsione. 
Eseguendo le memorie del padre Fatty, i gemelli gli organizzano un commovente funerale per poi farlo seppellire nel mare con una bandiera del Galles sventolante. Negli istanti di dolore si sente la canzone popolare gallese Myfanwy e inaspettatamente, mentre i Lewis si allontanano si nota che Terry Walsh, il maggiore dei gemelli cattivi, è stato legato e imbavagliato nel retro della bara e affonda nelle torbide acque della costa.
Cercando una pausa dagli ultimi giorni frenetici, i fratelli decidono di partire per il Marocco con la propria barca.